# Los Vegetales
Los Vegetales fue un grupo de música punk rock español, más conocido por canciones suyas que grabaron otras bandas que por sus grabaciones.

## Historia
Formado en 1985 por Juan Carlos Aured ("Kid Guindilla", voz y guitarra solista), Mauro Canut ("Bazoka Nut", guitarra) y Nacho Canut ("Chili Taco", bajo) como un grupo para hacer de teloneros de sus héroes, Los Nikis. No llegaron a publicar ningún trabajo el tiempo en que el grupo se mantuvo activo, aunque grabaron varias maquetas y un álbum de estudio. 
En 1996, la discográfica Subterfuge lanzó al mercado una recopilación con maquetas (una de 1985, dos de 1986, una de 1987 y otra de 1988).
En 2016, el sello Lemuria Music lanza el único disco de estudio (1990), hasta entonces inédito, en vinilo. El cual incluía tres CD. El primer CD es el disco de estudio más cuatro temas que no se incluyeron en el vinilo, el segundo CD es de todas las maquetas (1985-1988)  y el tercer CD  es de un directo de 1989.
En sus canciones, hacen numerosas referencias a los cómics ("Estela Plateada", "Vampirella" y "Marte exige carne") y el cine ("Atraco a las tres", Tiburón en "Tiburón XIII", Pesadilla en Elm Street en "Gallinas gigantes con metralletas", Viernes 13, tercera parte en "Vampirella").
Cabe destacar que uno de los mayores éxitos de Alaska y Dinarama, Mi novio es un zombi, es una versión de Los Vegetales (Mi novia es una zombi), y que el disco del que se extrajo el sencillo (Fan fatal) cuenta con otras tres versiones de ellos (Vampirella, La ciencia avanza y La pastilla roja). Para Fan fatal también compusieron La mosca muerta.
Por otro lado, compusieron una canción para Terry IV titulada Elvis me telefoneó (que luego versionarían Los Intronautas y La Monja Enana). Los Intronautas también versionaron 17 años y, a dúo con Fangoria, Sueño número 7.
También ellos grabaron al menos un tema de otro grupo: El sol de California (California Sun), de The Rivieras.
Tras la disolución del grupo, Juan Carlos Aured emigró a Estados Unidos, donde se creó una mediana reputación como productor de  grupos de rap y actualmemente tiene un estudio de grabación en Madrid.
Los hermanos Mauro y Nacho Canut formaron Intronautas. Hoy Mauro forma parte, junto a Joaquín de Los Nikis, de la banda Los Acusicas. 
Nacho Canut, que ya había formado parte de bandas como Kaka de Luxe, Alaska y los Pegamoides, Parálisis Permanente y Alaska y Dinarama, se concentró en su otra banda: Fangoria.

## Discografía
- Canciones desde la tumba 1985-1990, Subterfuge, 1996.
- Live In Albacete (29-1-89), Mondo Brutto, 1996.
- Los Vegetales, Lemuria Music, 2016.